# Illice deceptans
Illice deceptans är en fjärilsart som beskrevs av Dyar 1913. Illice deceptans ingår i släktet Illice och familjen björnspinnare. Inga underarter finns listade i Catalogue of Life.